# Atletica leggera alla XXIX Universiade - 3000 metri siepi maschili
I 3000 metri siepi maschili alla XXIX Universiade si sono svolti il 27 agosto 2017.

## Risultati
| Posizione | Nome                   | Nazione         | Tempo    | Note                          |
| --------- | ---------------------- | --------------- | -------- | ----------------------------- |
|           | Krystian Zalewski      | Polonia         | 8'35"88  |                               |
|           | Rantso Mokopane        | Sudafrica       | 8'36"25  |                               |
|           | Ali Messaoudi          | Algeria         | 8'37"14  |                               |
| 4         | Topi Raitanen          | Finlandia       | 8'37"42  | Miglior prestazione personale |
| 5         | Ole Hesselbjerg        | Danimarca       | 8'38"41  |                               |
| 6         | Zak Seddon             | Regno Unito     | 8'39"30  |                               |
| 7         | Martin Grau            | Germania        | 8'45"63  |                               |
| 8         | Ahmed Abdelwahed       | Italia          | 8'47"72  |                               |
| 9         | Kaur Kivistik          | Estonia         | 8'48"04  |                               |
| 10        | Justinas Beržanskis    | Lituania        | 8:49"46  |                               |
| 11        | John Gay               | Canada          | 8'50"45  |                               |
| 12        | Álvaro Abreu           | Rep. Dominicana | 8'54"19  | Miglior prestazione personale |
| 13        | Alberts Blajs          | Lettonia        | 8'58"27  |                               |
| 14        | Nelson Blanco          | Colombia        | 9'03"24  | Miglior prestazione personale |
| 15        | Jean Rasmusen          | Danimarca       | 9'37"11  |                               |
| 16        | Ayuob Al-Rashdi        | Oman            | 9'47"47  |                               |
| 17        | Hussain Al-Muhammadali | Arabia Saudita  | 10'07"99 |                               |
|           | Hassan Al-Kayyadi      | Arabia Saudita  | DNF      |                               |